# 尼斯登
尼斯登（英語：Neasden）是位於英國倫敦西北部的一個地區，是布倫特倫敦自治市的一部分。 尼斯登最早出現在939年，當時的名稱是Neasdun。尼斯登被戲稱為倫敦最孤單的村莊。